# Западноевропейское летнее время
| светло-синий   | западноевропейское время / среднее время по Гринвичу (UTC+0)                                                                        |
| синий          | западноевропейское время / среднее время по Гринвичу (UTC+0) западноевропейское летнее время / ирландское стандартное время (UTC+1) |
| красный        | центральноевропейское время (UTC+1) центральноевропейское летнее время (UTC+2)                                                      |
| жёлтый         | восточноевропейское время / калининградское время (UTC+2)                                                                           |
| хаки           | восточноевропейское время (UTC+2) восточноевропейское летнее время (UTC+3)                                                          |
| светло-зелёный | московское время / турецкое время (UTC+3)                                                                                           |
| светло-голубой | азербайджанское время / армянское время / грузинское время / самарское время (UTC+4)                                                |

| чёрный  | UTC-1: Время Кабо-Верде.                                                                                                  |
| зелёный | UTC: Западноевропейское время · Среднее время по Гринвичу.                                                                |
| синий   | UTC+1: Центральноевропейское время · Западноафриканское время · Западноевропейское летнее время.                          |
| красный | UTC+2: Восточноевропейское время · Центральноафриканское время · Западноафриканское летнее время · Южноафриканское время. |
| жёлтый  | UTC+3: Восточноевропейское летнее время · Восточноафриканское время.                                                      |
| серый   | UTC+4: Маврикийское время · Сейшельское время.                                                                            |

Западноевропейское ле́тнее вре́мя (WEST, англ. Western European Summer Time, также известный как BST (англ. British Summer Time)) — одно из названий 1-го часового пояса (UTC+1). Западноевропейское летнее время на один час опережает всемирное координированное время (UTC). Оно используется в качестве летнего времени (перевод стрелок на час вперёд) в некоторых странах и территориях Европы и Африки.

## Страны и территории
Следующие страны и территории используют западноевропейское летнее время:
- Великобритания
- Ирландия
- Португалия (включая Мадейру и не включая Азорские острова)
- Марокко
- Фарерские острова
- Канарские острова
- Британские коронные владения

Во всех вышеперечисленных странах/территориях время UTC+1 используется в период с 1:00 UTC последнего воскресенья марта и до 1:00 UTC последнего воскресенья октября.
В Марокко летнее время отменяется во время Рамадана. В 2014 году такой перерыв длился с 28 июня по 2 августа.